# Drajna
Drajna es una comuna ubicada en el distrito de Prahova, Rumania.

## Superficie
Posee una superficie de 55,66 kilómetros cuadrados.

## Demografía
Hasta 2021 la población era de 5102 habitantes, con una densidad de población de 91,66 habitantes por kilómetro cuadrado.